# 瓦伦西亚之围
瓦伦西亚之围（法语：Siège de Valence）发生于1811年11月3日至1812年1月9日。此役发生在半岛战争期间，由路易·加布里埃尔·絮歇元帅率领的法国阿拉贡军团围攻华金·布莱克上将在瓦伦西亚的驻军。20,000至30,000名法军士兵迫使16,000名西班牙士兵在围攻结束时投降，尽管另有7,000名西班牙人设法逃脱。在这次行动之后，絮歇迅速将瓦伦西亚变成了一个重要的行动基地。瓦伦西亚是现代巴伦西亚自治区的首府，位于西班牙东海岸。

## 背景
1811年7月8日，絮歇接过元帅权杖，使他成为唯一一位因在伊比利亚半岛的战功而被任命为法国元帅的将军。絮歇专门因为他在塔拉戈纳围城战中的胜利而获得了这一荣誉。塔拉戈纳港于1811年6月29日落入法国手中，英国海军中队无助地在近海观望。絮歇随后无情地攻城略地，在行动中损失了4,300名士兵，但西班牙人的损失要大得多。港口的损失涉及大部分加泰罗尼亚军队，因此该地区的西班牙军队严重削弱。
拿破仑命令新晋元帅攻占瓦伦西亚。1811年夏秋两季，絮歇占领了蒙塞拉特，在贝纳瓜西尔击败了布莱克将军，并占领了奥罗佩萨德尔马尔港。9月15日，25,000名法军士兵入侵瓦伦西亚，并于10月26日在萨贡托之战中再次击败布莱克，絮歇的肩膀受了重伤。在另外两个师的加强下，法军继续无情地前进。

## 围城
絮歇的军团包括路易斯·弗朗索瓦·费利克斯·穆尼耶、让·伊西多尔·哈里斯佩、皮埃尔-约瑟夫·哈伯特、朱塞佩·弗雷德里科·帕隆比尼和克劳德·安托万·康普雷等将军领导的五个步兵师，共20,595人，以及军团附属骑兵和炮兵。
布莱克为保卫瓦伦西亚部署了28,044名士兵，分为三个小组，即远征军、巴伦西亚第二军和穆尔西亚第三军。远征军共计6,041人。第二军集结了16,468人，第三军共有5,535人。

瓦伦西亚之围地图

布莱克将他的军队部署在面对北面的阵地上，他的右翼在海岸，右中锋在瓦伦西亚，左中锋在米斯拉塔，左翼在马尼塞斯。在萨贡托战役中表现不佳的奥比斯波师和维拉坎帕师占据了左翼。在他们的右边站着克雷的旅。紧随其后的是西班牙最精锐的两个步兵师。米兰达的师占领了瓦伦西亚，而一些非正规军则占据了城市和海岸之间的空隙。布莱克将他的骑兵部署在阿尔代阿和托伦特。
絮歇看出布莱克的左翼是整个西班牙防线的弱点，于是决心将其包围。他计划将哈里斯佩、穆斯尼尔、雷耶和布萨尔的四个步兵师在西班牙开阔的侧翼周围大范围扫荡。絮歇指挥哈伯特沿海岸突破，而帕隆比尼则攻击米斯拉塔，康普雷负责观察西班牙防线。如果一切顺利，絮歇可能会包围布莱克的整个军队。12月25日晚上，絮歇率领他的主力纵队在里瓦-罗哈德图里亚横穿图里亚河。
起初，哈伯特在右翼的进攻让布莱克误以为这是絮歇的主力。然后帕隆比尼对米斯拉塔的进攻转移了他的注意力。尽管持续进攻，但意大利人未能突破西班牙人的防线，损失惨重。同时，絮歇的主力纵队几乎没有遇到抵抗，成功到达布莱克的左后方。当哈里斯佩接近阿尔代亚村时，他看到了西班牙骑兵预备队。法军骑兵指挥官布萨尔将军带领第4骠骑兵团的一个中队轻率地攻击了数量占优的西班牙部队。少数法国骑兵被杀，布萨尔本人则被砍倒在原地等死，他的剑和装饰品被掠夺。由雅克-安托万-阿德里安·德洛尔特将军率领的大部分法国骑兵很快赶来击溃了西班牙士兵，将他们赶出胡卡尔河一带，并击退了布莱克急需的骑兵支援。

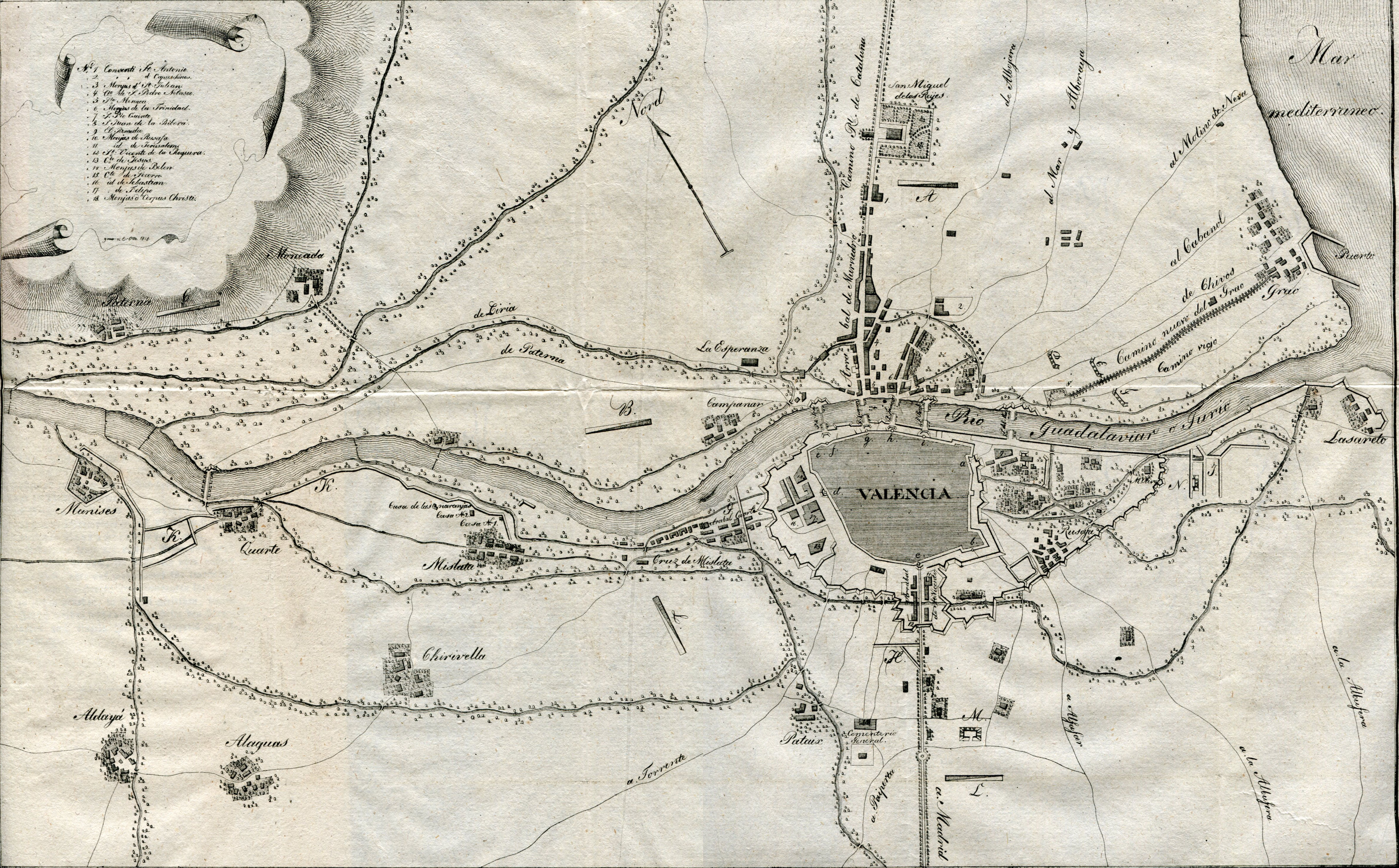
围城地图

统帅西班牙左翼的尼古拉斯·德·马希将军意识到他的部队有被包围的危险，于是下令立即撤退。奥比斯波和维拉坎帕的两个西班牙步兵师以及克雷的旅向南逃跑。布莱克则命令拉迪扎巴尔和扎亚斯的精锐部队撤入瓦伦西亚。这些西班牙精锐部队成功脱离接触，但注定要被困在城里。絮歇随后用他的军队迅速包围了这座城市。
瓦伦西亚有100,000人口，城市内缺乏食物，防御设施陈旧，无法抵御围攻。12月28日晚上，布莱克试图冲出这座城市。这次尝试以失败告终，只有500名西班牙士兵组成的先锋部队成功逃离。絮歇几乎没有浪费时间，在1月1日挖掘了第一道围城战壕，并在三天后对外围防御进行了攻击。随着轰炸的加剧，布莱克在1月9日向法军投降并移交了瓦伦西亚。

## 结果

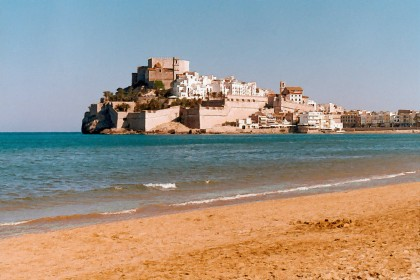
佩尼斯科拉城堡

法军大约有2,000人伤亡，但絮歇成功俘虏了16,270名西班牙士兵、21面军旗和374门火炮。此外，4,011名西班牙士兵死于战斗或疾病。布莱克的所有骑兵，加上奥比斯波、维拉坎帕和克雷的部队都避免了被俘，但布莱克所有最精锐的部队却成了俘虏。布莱克在整个围城战中表现不佳，瓦伦西亚市民鄙视他的微弱努力。法国人将西班牙将军关押在巴黎附近的监狱中，直到1814年。絮歇对瓦伦西亚城征收了5300万法郎的赔偿金。战斗中负伤的骑兵指挥官布萨尔被提升为师级将军，但于1813年8月因战伤而死。
战后，絮歇继续向南推进，占领了德尼亚港。然而，随着拿破仑从西班牙调动军队以支援他入侵俄罗斯的行动，由于缺乏士兵，絮歇的行动很快陷入停顿。絮歇本人也因发烧而患重病，导致数周没有进行战斗。这使得马希手下的布莱克军队的残余得以修整。与此同时，拿破仑将絮歇封为阿尔布费拉公爵，以瓦伦西亚南部一个泻湖的名字命名。
在遥远的北方，埃罗莱斯男爵指挥的西班牙部队在塔拉戈纳西南海岸的一个地方伏击了一个法国步兵营。1月18日，包括 250 名骑兵和两门大炮在内的4,000名西班牙士兵摧毁了法军第121线列步兵团的一个营。在大约850名士兵中，只有托尔托萨要塞总督雅克·马图林·拉佛斯将军和22名龙骑兵成功逃脱。不到一周后，莫里斯·马蒂厄将军对埃罗莱斯进行了报复。1月24日，埃罗莱斯在大雾中在误认为面对的是一个营的情况下与法军交战。事实上，这是马蒂厄8,000人的步兵师，由六个法国营和两个德国营组成。以几人伤亡为代价，法军击溃了寡不敌众的西班牙军队，给西班牙人造成2,000人伤亡及被俘以及两门大炮的损失。
1月20日，塞韦罗利将军率领3,000名法国士兵和6门大炮围攻佩尼伊斯科拉。这个位于瓦伦西亚和塔拉戈纳之间的港口被称为“小直布罗陀”，因为它看起来几乎坚不可摧。然而，西班牙指挥官加西亚·纳瓦罗将军是亲法人士，于是很快就与塞韦罗利达成协议，于2月2日交出城堡和他的1,000名士兵。
1812年7月22日，第一代惠灵顿公爵阿瑟·韦尔斯利在萨拉曼卡战役中摧毁了奥古斯特·马尔蒙元帅的部队，导致约瑟夫·波拿巴国王于8月11日放弃马德里。由于苏切特在瓦伦西亚有一个安全的基地，约瑟夫和让-巴蒂斯特·儒尔当元帅撤退了那里，絮歇元帅和尼古拉斯·苏尔特元帅也加入了他们的行列。约瑟夫和三位元帅一起制定了夺回马德里并将惠灵顿从西班牙中部赶走的计划。他们随后的反攻导致英国将军在1812年秋天解除了对布尔戈斯的围攻并撤退到葡萄牙。

## 引注
1. 1 2 3 4 5  Bodart 1908，第429頁.
2. ↑  Ojala 1987，第497頁.
3. ↑  Smith 1998，第365頁.
4. 1 2  Ojala 1987，第498頁.
5. 1 2 3  Smith 1998，第373-374頁.
6. 1 2 3 4 5  Rickard 2020.
7. 1 2  Rickard 2019.
8. 1 2  Mullié 1852.
9. ↑  Gates 2002，第324頁.
10. ↑  Gates 2002，第325頁.
11. ↑  Smith 1998，第374頁.
12. 1 2  Smith 1998，第375頁.
13. ↑  Glover 2001，第207-208頁.
14. ↑  Glover 2001，第210-212頁.